# Aening
Aeningia wurde von Plinius dem Älteren  als Name des Erdkreises mit Skandinavien im Norden überliefert. Er ist vermutlich mit dem von Snorri Sturluson überlieferten Namen Enea für Europa identisch:
kallaðr Evrópá eða Énéá